# Greenwood Village
Greenwood Village – miasto w Stanach Zjednoczonych, w stanie Kolorado, w hrabstwie Arapahoe.